# 246 (عدد)
246 هو عدد صحيح  طبيعي بين 245 و247

## في الرياضيات

### خصائص
- 246 عدد زوجي
- 246 عدد زائد
- 246 عدد مضلعي (18 أضلاع-83 أضلاع-...)